# Feel Good (album)
Feel Good is een album van Ike & Tina Turner dat werd uitgebracht in 1972.

## Achtergrond
Het album werd geproduceerd door Ike Turner en Gerhard Augustin. Het album bevat één cover van The Beatles, de overige nummers zijn geschreven door Tina Turner. Het album werd opgenomen in Bolic Studios, de opnamestudio van de Turners.
Het album behaalde de 160ste positie op de Amerikaanse Billboard 200 en de 28ste op de R&B Album Charts. Van het album werd één single uitgebracht, de titelsong Feel Good.

## Nummers
| Nr. | Titel                                          | Schrijver(s) | Duur |
| --- | ---------------------------------------------- | ------------ | ---- |
| 1.  | Chopper                                        | Tina Turner  | 2:39 |
| 2.  | Kay Got Laid (Joe Got Paid)                    | Tina Turner  | 3:00 |
| 3.  | Feel Good                                      | Tina Turner  | 3:27 |
| 4.  | I Like It                                      | Tina Turner  | 2:01 |
| 5.  | If You Can Hully Gully (I Can Hully Gully Too) | Tina Turner  | 3:31 |

| Nr. | Titel                                   | Schrijver(s)      | Duur |
| --- | --------------------------------------- | ----------------- | ---- |
| 6.  | Black Coffee                            | Tina Turner       | 2:43 |
| 7.  | She Came In Through The Bathroom Window | Lennon, McCartney | 2:34 |
| 8.  | If I Knew Then (What I Know Now)        | Tina Turner       | 2:49 |
| 9.  | You Better Think Of Something           | Tina Turner       | 3:24 |
| 10. | Bolic                                   | Tina Turner       | 2:33 |